# Спучування
Спу́чування — властивість деяких глинистих порід збільшуватися в об'ємі під час випалювання з утворенням міцного матеріалу ніздрюватої структури.

## Параметри
Температурою спучування є температура, за якої можливо одержати гранули штучних пористих заповнювачів без деформацій та оплавлень поверхні з мінімальною густиною.
Інтервалом спучування є інтервал між температурою спучування та температурою, за якої густина гранул становить 1,0 г/см3.
Коефіцієнт спучування — кількісне вираження властивості спучування, яке вимірюється відношенням об'єму спученої гранули до об'єму гранул, що надходить до спучування.

## Характеристика спучування
Під час виробництва звичайних керамічних виробів спучування належить до негативних властивостей, але складає основу виробництва легких штучних заповнювачі бетону.
Добре спучуються глини, до складу яких входять монтморилоніт і гідрослюди, а також різні глинисті сланці, що містять органічну речовину.